# Ca' da Mosto
Ca' da Mosto è uno dei più antichi palazzi di Venezia, ubicato nel sestiere di Cannaregio ed affacciato sul Canal Grande non lontano dal Ponte di Rialto. Rimaneggiato numerosissime volte e sopraelevato, presenta un'interessante facciata costruita in parte secondo gli stilemi dell'architettura stile veneto-bizantina.

## Storia
Il palazzo esisteva sicuramente nel XIII secolo, e fu di proprietà della famiglia Barozzi. Tuttavia si riscontrano elementi più antichi, in particolare nel portego sulla riva d'acqua. Nel 1266 dai Barozzi passò ai Da Mosto, venendo acquistato da un Marco da Mosto.
In questo palazzo nacque e morì il famoso esploratore Alvise Cadamosto, che dal 1454 al 1462 fu in Portogallo al servizio di Enrico il Navigatore. Dal Cinquecento a tutto il Settecento fu utilizzato come albergo: divenuto sede del Leon Bianco, uno dei più famosi di Venezia, fondato nel 1661, ospitò molti illustri personaggi. A causa delle nuove necessità, avvenne la sopraelevazione con la costruzione degli ultimi due piani. Il palazzo, dopo una ristrutturazione, è divenuto nuovamente sede alberghiera.

## Descrizione
Ca' da Mosto rappresenta uno degli esempi meglio conservati della casa-fondaco veneziana e più in generale dell'architettura veneto-bizantina che si sviluppò nella città lagunare secondo l'influenza dello stile orientale: il suo valore è stato ammirato anche da John Ruskin, che descrisse questo edificio come uno dei più vigorosi palazzi veneziani del Duecento.
Inizialmente la facciata si sviluppava su due soli piani ed era affiancata da torri, dette torreselle: esse vennero abbattute quando l'edificio venne innalzato di ulteriori due piani. Il palazzo presenta numerosi elementi caratteristici del fondaco veneziano: il portego, atto a mettere in comunicazione portale a terra con portale d'acqua, la curia, usata per lo scarico delle merci dalle navi, affiancata da un semplice portale ad acqua e caratterizzata dalla successione di tre archi irregolari, la polifora a loggiato al piano nobile. Tale loggiato, composto in origine da otto archi allungati con estradosso inflesso (segno di influenze dell'arte gotica), è stato trasformato in una esafora mediante la chiusura di uno dei fori: presenta superiormente interessanti decorazioni marmoree bizantine, quali patere zoomorfe, bassorilievi e fregi. Ai suoi fianchi sono poste due monofore, una per lato; tutti i capitelli si ispirano allo stile bizantino. Successivamente, tale disegno è stato modificato mediante la sopraelevazione: il secondo piano nobile è caratterizzato da una semplice serliana, affiancata da monofore prive di particolare rilievo sotto il profilo decorativo.
La facciata posteriore, di carattere ben più semplice, si affaccia su una piccola corte: presenta una trifora centrale, uno scalone esterno e un vasto portale a terra a volta.

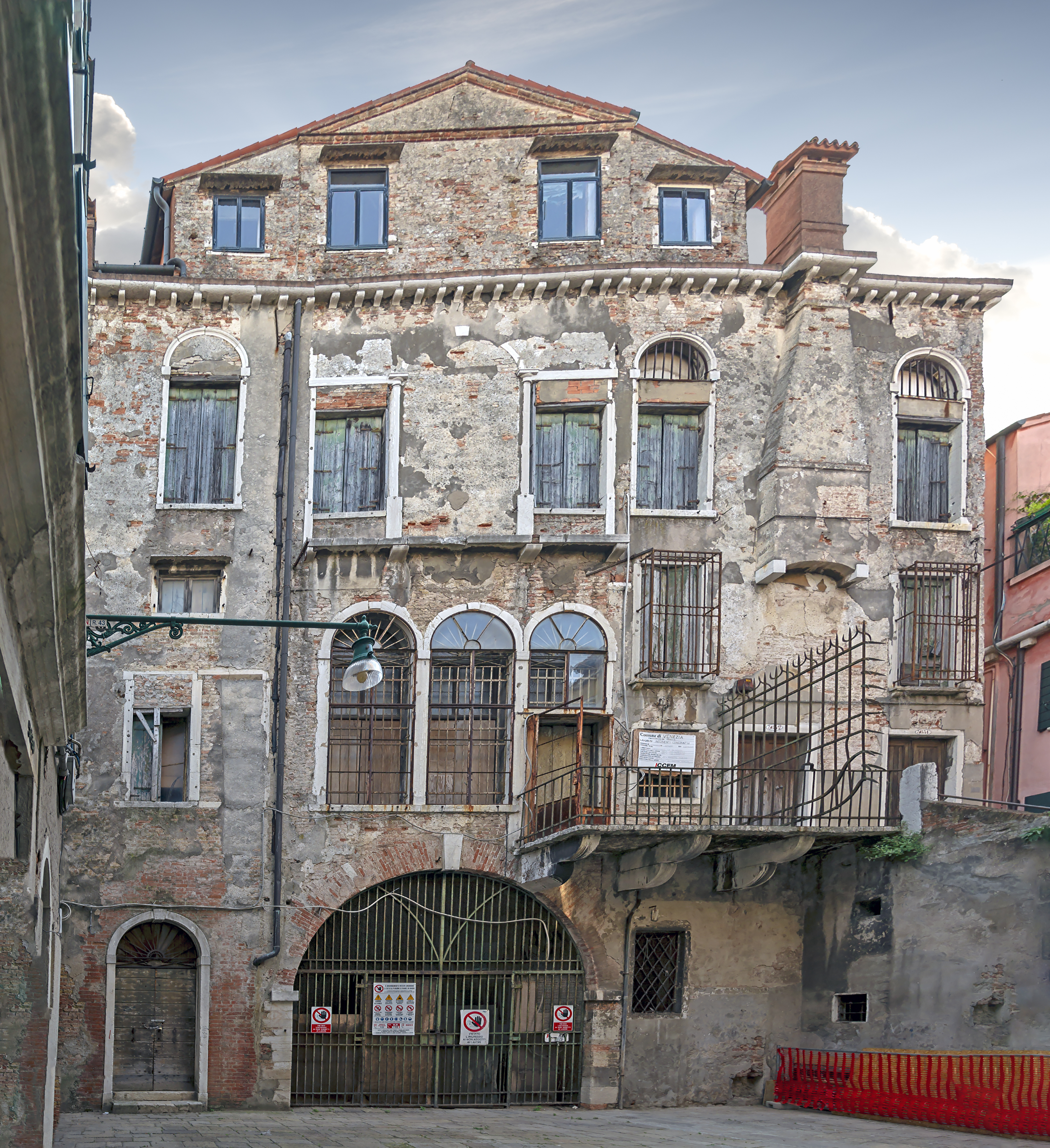
Ca' Da Mosto - facciata in campiello del Leon Bianco
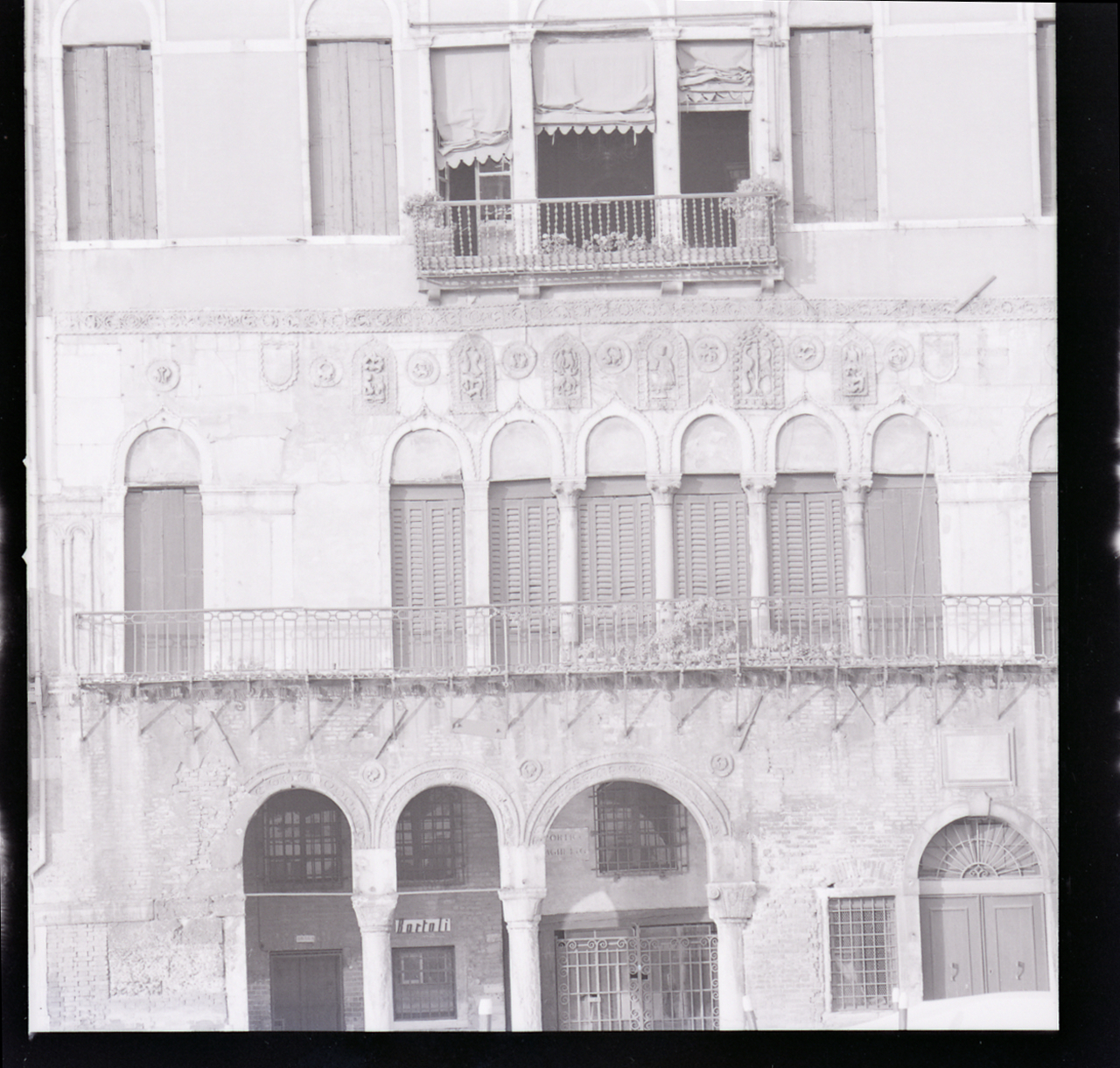
"Particolari della facciata fotografati da Paolo Monti nel 1969"
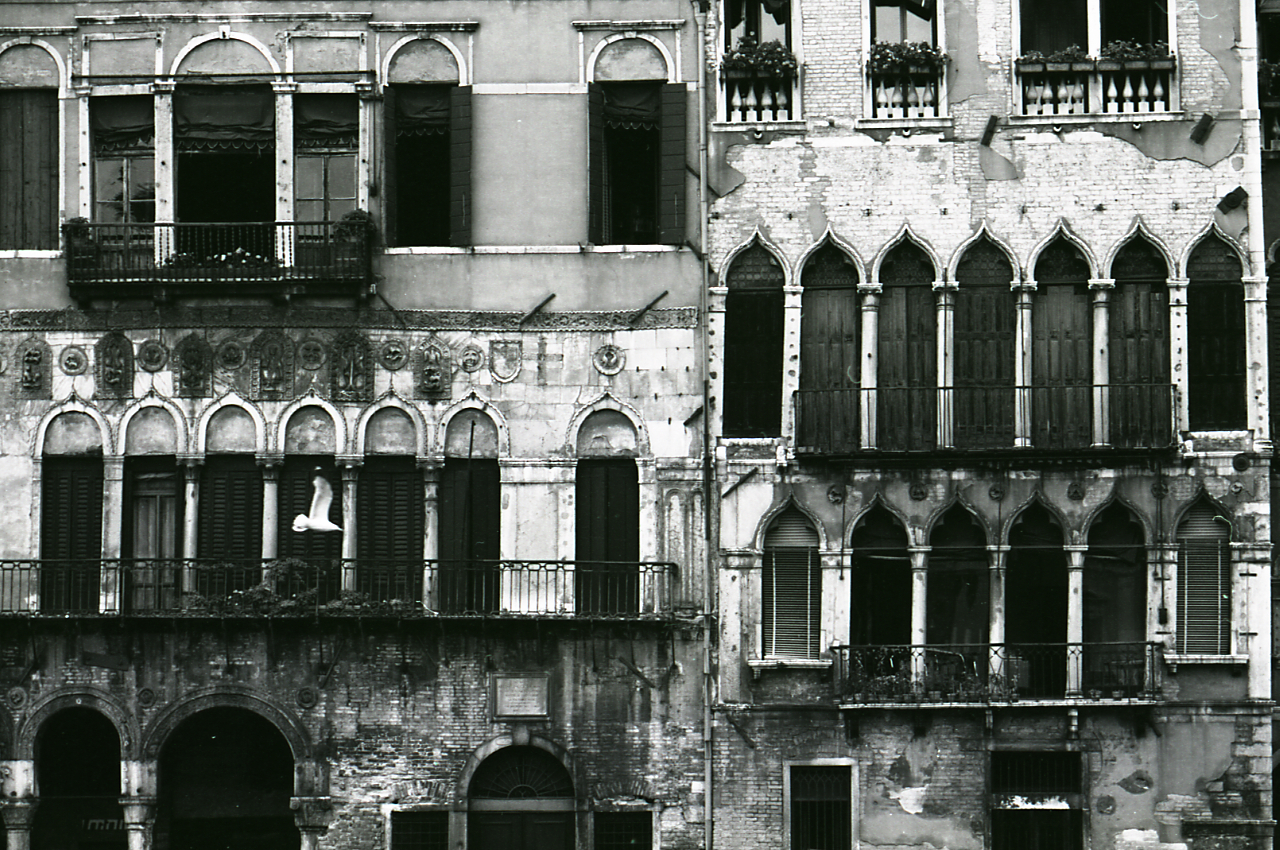
"Particolari della facciata fotografati da Paolo Monti nel 1969"